# Бранкциемс
Бранкциемс,  (латыш. Brankciems, также Braņķciems, Braņķuciems) является частью города Юрмалы в его западной части на левом берегу Лиелупе между Бажциемсом и Павасари Бабитского края. 
Через Бранкциемс проходит автомагистраль Рига-Вентспилс (A10). 

## Название
Название посёлка Бранку (по-нем. Frankendorf) происходит от имени Клава Франка, которому магистр Ливонского ордена Вальтер фон Плеттенберг приблизительно в 1520 году сдал в феод землю возле Лиелупе, недалеко от Слоки, где протекает речка Яунюпите, со всеми кустами, рощами, пчелиными деревьями, медовыми рамками, рыбалкой, охотой и птицами.

## История
В 1783 году поместье Бранку, принадлежавшее фон Бринкену, вместе со Слокским районом было отделено от Курземского и Земгальского герцогств и присоединено к Российской империи. В 1786 году поместье было куплено Раве, старшим Рижской гильдии. В 1816 году поместье Бранку принадлежало баронессе Унгерн фон Штернберг. В 1826 году в посёлке проживало 102 человека. В 1866 году была основана волость Браши—Павасару, где старшим был Екабс Штейнбрикс. 
В конце 19 века в Бранкциемсе была основана фабрика романцемента Рижского общества Шмидта, которая использовала доломит из местных карьеров. Цемент доставлялся баржами в Ригу, где в то время было построено много новых домов. 
В 1925 году он был включён в город Слока. Слока вместе с Бранкциемсом была включена в состав города Юрмала в 1959 году. 